# بطولة الأمم الخمس 1994
بطولة الأمم الخمسة 1994 (بالإنجليزية: 1994 Five Nations Championship)‏ هو الموسم 100 من بطولة الأمم الخمسة، كان عدد الأندية المشاركة فيه  5، وفاز فيه منتخب ويلز الوطني لاتحاد الرغبي.